# Mosina
Mosina (germană Moschin) este un oraș în Polonia.